# Auerbach (Baviera)
Auerbach è un comune tedesco di 2 148 abitanti, situato nel land della Baviera.